# Pietro Stefanoni
Pietro Stefanoni (Valstagna, 1557 circa – Roma, 1642 circa) è stato un editore, antiquario e collezionista italiano.

## Biografia
Stefanoni fu attivo come editore calcografico a Roma dall'ultimo decennio del XVI secolo; è il padre del pittore e incisore Giacomo Antonio Stefanoni (Roma 1612 - ? post 1646).
La prima testimonianza certa della presenza di Pietro a Roma, città in cui opererà per tutta la vita mantenendo fitti rapporti di scambio con artisti ed eruditi italiani e stranieri, è una stampa raffigurante papa Urbano VII Castagna (1590). Due anni dopo il suo nome compare in un pagamento contenuto nei registri delle spese del collezionista Simonetto Anastagi mentre risale al 1593 la pubblicazione del De Langobardorum origine di Angelo Breventano. Nel febbraio del 1595, Stefanoni ottiene dal cardinale camerlengo Enrico Caetani la licenza di scavare nei sotterranei della propria abitazione, nei pressi del Portico d'Ottavia, per estrarre reperti archeologici, tra cui diverse lapidi. Nel 1598 la sua fama doveva essere già ben affermata se lo stesso Ulisse Aldrovandi lo ricorda come esperto di antichità nei suoi appunti e nelle sue opere. Al naturalista bolognese, Stefanoni inviò il celebre foglio raffigurante un insetto stecco, disegnato da Agostino Carracci. La sua bottega, nei pressi di Sant'Antonio dei Portoghesi, era sicuramente luogo di incontro e scambio per artisti ed eruditi ed è ricordata da Giovanni Battista Doni con queste entusiastiche parole: Eius taberna proxima est aedi S. [Antoni] Lusitanorum ubi picturas, gemmas, sigilla, aliaque similia elegantioris artificii venalia habet.
Stefanoni è citato nei carteggi degli esponenti più illustri della République des Lettres, a partire da Nicolas-Claude Fabri de Peiresc cui inviava libri, monete, calchi e piccole antichità, Lorenzo Pignoria e Girolamo Aleandro (il Giovane). Nel 1627 dà alle stampe le Gemmae antiquitus sculptae, una silloge di incisioni raffiguranti gli intagli più belli della propria collezione insieme ad alcuni altri esemplari appartenuti all'erudito Marzio Milesi e al cavaliere Francesco Gualdi. Nel 1639 detta testamento, nominando esecutori il cardinale Francesco Barberini e monsignor Giovanni Francesco Guidi di Bagno. È ricordato per l'ultima volta in vita in una donazione a favore delle figlie, risalente all'agosto 1642.
La preziosa raccolta del vicentino, ricordata dalle fonti già dal XVII secolo, fu dispersa sul mercato dai figli. Alcuni disegni appartenuti a Stefanoni passarono nelle mani del famoso collezionista e conoscitore padre Sebastiano Resta.

## Opere
- Pietro Stefanoni, Gemmae antiquitus sculptae a Petro Stephanonio Vicentino collectae et declarationibus illustratae … a Jacobo Stephanonio editae, apud Mattahaeum Bolzettam de Cadorinis, 1646.